# Ján Stanislav (językoznawca)
Ján Stanislav (ur. 12 grudnia 1904 w Liptowskim Janie, zm. 29 lipca 1977 w Liptowskim Mikułaszu) – słowacki językoznawca. Do jego zainteresowań naukowo-badawczych należały: dialektologia, język staro-cerkiewno-słowiański, gramatyka historyczna, historia języka słowackiego, kultura języka.

## Życiorys
W okresie od 1924 do 1928 studiował slawistykę i romanistykę na Uniwersytecie Komeńskiego w Bratysławie. Odbył pobyty studyjne w Paryżu, Krakowie i Lublanie. Piastował stanowiska pedagogiczne w Seminarium Słowiańskim na Wydziale Filozoficznym Uniwersytetu Karola w Pradze oraz na Wydziale Filozoficznym w Bratysławie. W 1928 r. uzyskał „mały doktorat” (PhDr.); od 1934 r. docent, od 1936 r. profesor nadzwyczajny, od 1939 r. profesor zwyczajny, od 1956 r. doktor nauk.
Swoją działalność językoznawczą zaczął jako dialektolog; w 1932 r. wydał przełomową publikację Liptovské nárečia, stanowiącą pierwszą kompletną monografię na temat gwar słowackich. W pracach Problém juhoslovanských prvkov v strednej slovenčine (1933) i Pôvod východoslovenských nárečí (1935) zajmował się historią języka słowackiego. Poświęcił się także onomastyce historycznej, czego owocem były publikacje: Odkryté mená slovenských miest a dedín (o charakterze popularyzatorskim, 1974), Pribinovi veľmoži (1940), Zo štúdia osobných mien v Evanjeliu cividalskom (1947) oraz Slovenský juh v stredoveku (1948, trzy tomy). Dzieje kulturowe Słowaków zaprezentował w szeregu prac: Slovienska liturgia na Slovensku... (1941), Slovanskí apoštoli Cyril a Metod a ich činnosť vo Veľkomoravskej ríši (1945), Po stopách predkov (1948). Uwieńczeniem jego badań nad ewolucją słowacczyzny stały się pięciotomowe Dejiny slovenského jazyka (1956, 1957, 1958, 1973).
Od 1964 r. członek korespondent Słowackiej Akademii Nauk i Czechosłowackiej Akademii Nauk. W 2005 r. został odznaczony Orderem Ľudovíta Štúra. Jego imię nosi Instytut Slawistyki Słowackiej Akademii Nauk.

## Twórczość
- Liptovské nárečia (1932)
- Československá mluvnica pre odborných učiteľov a vysokoškolákov (1938)
- Kultúra starých Slovákov (1944, 1997)
- Kultúra slovenského hovoreného jazyka (1955)
- Dejiny slovenského jazyka I.–V. (1956, 1957, 1958, 1973)
- Zo vzťahov medzi rečou, hudbou a spevom (1956)
- Z rusko-slovenských kultúrnych stykov v časoch Jána Hollého a Ľudovíta Štúra (1957)
- Slowakische Grammatik (1977)
- Hudba, spev, reč (1978)
- Starosloviensky jazyk 1.–2. (1978, 1987)